# Dmitrijus Chocenka
Dmitrijus Chocenka (* 4. Oktober 1983 in Vilnius) ist ein litauischer Informatiker und Schachmeister. Er wurde 2014 litauischer Meister im Fernschach und ist im Nahschach FIDE-Meister (FM).

## Leben
Nach dem Abitur absolvierte Chocenka 2006 ein Bachelorstudium der Informatik an der Universität Vilnius. 2011 absolvierte er ein Studium an der Mykolas-Romeris-Universität. Von 2005 bis 2010 arbeitete er als Oberprogrammierer im Unternehmen UAB „Informacinių projektų sistemos“ und von 2010 bis 2013 bei UAB „Sintagma“. Seit 2013 ist er Berater von UAB „Tree Finance“.
Sein erster Trainer war Pavel Rubinas und danach Donatas Lapienis. 2006 nahm er an den SELL-Spielen teil. 2010 wurde ihm von der International Correspondence Chess Federation der Titel eines Internationalen Fernschachmeisters verliehen. Die Normen hierfür erzielte er in der Vorrunde der 17. Olympiade 2006–2008 sowie bei der europäischen Mannschaftsmeisterschaft 2008–2011. Seine höchste Elo-Zahl im Fernschach war 2537 in der zweiten Jahreshälfte 2007.
Seit 2009 ist er Generalsekretär der Lietuvos korespondencinių šachmatų federacija.